# Élections américaines de la Chambre des représentants de 1998
En 1998, les élections à la Chambre des représentants des États-Unis ont eu lieu le 3 novembre pour renouveler 435 sièges. Elles se déroulent deux ans après la réélection Bill Clinton pour un second mandat, en même temps que des élections des gouverneurs et des sénateurs.
Bien que le Parti républicain conserve le contrôle de la chambre basse du Congrès américain, les démocrates font basculer quatre sièges en leur faveur. C'est la première fois depuis 1934 que le parti du Président gagne des sièges lors des élections de mi-mandat. Pour la première fois depuis les années 1930 également, les républicains restent majoritaires à la Chambre des représentants plus de deux élections de suite. Toutefois, leur avance est désormais limitée à douze élus, la plus faible majorité depuis 1953. Ces résultats décevants entraînent une contestation au sein du Parti républicain. Trois jours après les élections, le président de la Chambre Newt Gingrich annonce sa démission.

## Résultats par district
| État                 | District     | Représentant sortant        | Parti | Parti        | Représentant élu            | Parti | Parti       |
| -------------------- | ------------ | --------------------------- | ----- | ------------ | --------------------------- | ----- | ----------- |
| Alabama              | 1er district | Sonny Callahan              |       | Républicain  | Sonny Callahan              |       | Républicain |
| Alabama              | 2e district  | Terry Everett               |       | Républicain  | Terry Everett               |       | Républicain |
| Alabama              | 3e district  | Bob Riley                   |       | Républicain  | Bob Riley                   |       | Républicain |
| Alabama              | 4e district  | Robert Aderholt             |       | Républicain  | Robert Aderholt             |       | Républicain |
| Alabama              | 5e district  | Robert E. Cramer            |       | Démocrate    | Robert E. Cramer            |       | Démocrate   |
| Alabama              | 6e district  | Spencer Bachus              |       | Républicain  | Spencer Bachus              |       | Républicain |
| Alabama              | 7e district  | Earl F. Hilliard            |       | Démocrate    | Earl F. Hilliard            |       | Démocrate   |
| Alaska               | District     | Don Young                   |       | Républicain  | Don Young                   |       | Républicain |
| Arizona              | 1er district | Matt Salmon                 |       | Républicain  | Matt Salmon                 |       | Républicain |
| Arizona              | 2e district  | Ed Pastor                   |       | Démocrate    | Ed Pastor                   |       | Démocrate   |
| Arizona              | 3e district  | Bob Stump                   |       | Républicain  | Bob Stump                   |       | Républicain |
| Arizona              | 4e district  | John Shadegg                |       | Républicain  | John Shadegg                |       | Républicain |
| Arizona              | 5e district  | Jim Kolbe                   |       | Républicain  | Jim Kolbe                   |       | Républicain |
| Arizona              | 6e district  | J. D. Hayworth              |       | Républicain  | J. D. Hayworth              |       | Républicain |
| Arkansas             | 1er district | Marion Berry                |       | Démocrate    | Marion Berry                |       | Démocrate   |
| Arkansas             | 2e district  | Vic Snyder                  |       | Démocrate    | Vic Snyder                  |       | Démocrate   |
| Arkansas             | 3e district  | Asa Hutchinson              |       | Républicain  | Asa Hutchinson              |       | Républicain |
| Arkansas             | 4e district  | Jay Dickey                  |       | Républicain  | Jay Dickey                  |       | Républicain |
| Californie           | 1er district | Frank Riggs *               |       | Républicain* | Mike Thompson               |       | Démocrate   |
| Californie           | 2e district  | Wally Herger                |       | Républicain  | Wally Herger                |       | Républicain |
| Californie           | 3e district  | Vic Fazio *                 |       | Démocrate*   | Doug Ose                    |       | Républicain |
| Californie           | 4e district  | John Doolittle              |       | Républicain  | John Doolittle              |       | Républicain |
| Californie           | 5e district  | Bob Matsui                  |       | Démocrate    | Bob Matsui                  |       | Démocrate   |
| Californie           | 6e district  | Lynn Woolsey                |       | Démocrate    | Lynn Woolsey                |       | Démocrate   |
| Californie           | 7e district  | George Miller               |       | Démocrate    | George Miller               |       | Démocrate   |
| Californie           | 8e district  | Nancy Pelosi                |       | Démocrate    | Nancy Pelosi                |       | Démocrate   |
| Californie           | 9e district  | Barbara Lee                 |       | Démocrate    | Barbara Lee                 |       | Démocrate   |
| Californie           | 10e district | Ellen Tauscher              |       | Démocrate    | Ellen Tauscher              |       | Démocrate   |
| Californie           | 11e district | Richard Pombo               |       | Républicain  | Richard Pombo               |       | Républicain |
| Californie           | 12e district | Tom Lantos                  |       | Démocrate    | Tom Lantos                  |       | Démocrate   |
| Californie           | 13e district | Pete Stark                  |       | Démocrate    | Pete Stark                  |       | Démocrate   |
| Californie           | 14e district | Anna Eshoo                  |       | Démocrate    | Anna Eshoo                  |       | Démocrate   |
| Californie           | 15e district | Tom Campbell                |       | Républicain  | Tom Campbell                |       | Républicain |
| Californie           | 16e district | Zoe Lofgren                 |       | Démocrate    | Zoe Lofgren                 |       | Démocrate   |
| Californie           | 17e district | Sam Farr                    |       | Démocrate    | Sam Farr                    |       | Démocrate   |
| Californie           | 18e district | Gary Condit                 |       | Démocrate    | Gary Condit                 |       | Démocrate   |
| Californie           | 19e district | George Radanovich           |       | Républicain  | George Radanovich           |       | Républicain |
| Californie           | 20e district | Cal Dooley                  |       | Démocrate    | Cal Dooley                  |       | Démocrate   |
| Californie           | 21e district | Bill Thomas                 |       | Républicain  | Bill Thomas                 |       | Républicain |
| Californie           | 22e district | Lois Capps                  |       | Démocrate    | Lois Capps                  |       | Démocrate   |
| Californie           | 23e district | Elton Gallegly              |       | Républicain  | Elton Gallegly              |       | Républicain |
| Californie           | 24e district | Brad Sherman                |       | Démocrate    | Brad Sherman                |       | Démocrate   |
| Californie           | 25e district | Howard McKeon               |       | Républicain  | Howard McKeon               |       | Républicain |
| Californie           | 26e district | Howard Berman               |       | Démocrate    | Howard Berman               |       | Démocrate   |
| Californie           | 27e district | James E. Rogan              |       | Républicain  | James E. Rogan              |       | Républicain |
| Californie           | 28e district | David Dreier                |       | Républicain  | David Dreier                |       | Républicain |
| Californie           | 29e district | Henry Waxman                |       | Démocrate    | Henry Waxman                |       | Démocrate   |
| Californie           | 30e district | Xavier Becerra              |       | Démocrate    | Xavier Becerra              |       | Démocrate   |
| Californie           | 31e district | Matthew G. Martinez         |       | Démocrate    | Matthew G. Martinez         |       | Démocrate   |
| Californie           | 32e district | Julian C. Dixon             |       | Démocrate    | Julian C. Dixon             |       | Démocrate   |
| Californie           | 33e district | Lucille Roybal-Allard       |       | Démocrate    | Lucille Roybal-Allard       |       | Démocrate   |
| Californie           | 34e district | Esteban Edward Torres *     |       | Démocrate*   | Grace Napolitano            |       | Démocrate   |
| Californie           | 35e district | Maxine Waters               |       | Démocrate    | Maxine Waters               |       | Démocrate   |
| Californie           | 36e district | Jane Harman *               |       | Démocrate*   | Steven T. Kuykendall        |       | Républicain |
| Californie           | 37e district | Juanita Millender-McDonald  |       | Démocrate    | Juanita Millender-McDonald  |       | Démocrate   |
| Californie           | 38e district | Steve Horn                  |       | Républicain  | Steve Horn                  |       | Républicain |
| Californie           | 39e district | Ed Royce                    |       | Républicain  | Ed Royce                    |       | Républicain |
| Californie           | 40e district | Jerry Lewis                 |       | Républicain  | Jerry Lewis                 |       | Républicain |
| Californie           | 41e district | Jay Kim                     |       | Républicain  | Gary Miller                 |       | Républicain |
| Californie           | 42e district | George Brown Jr.            |       | Démocrate    | George Brown Jr.            |       | Démocrate   |
| Californie           | 43e district | Ken Calvert                 |       | Républicain  | Ken Calvert                 |       | Républicain |
| Californie           | 44e district | Mary Bono                   |       | Républicain  | Mary Bono                   |       | Républicain |
| Californie           | 45e district | Dana Rohrabacher            |       | Républicain  | Dana Rohrabacher            |       | Républicain |
| Californie           | 46e district | Loretta Sánchez             |       | Démocrate    | Loretta Sánchez             |       | Démocrate   |
| Californie           | 47e district | Christopher Cox             |       | Républicain  | Christopher Cox             |       | Républicain |
| Californie           | 48e district | Ron Packard                 |       | Républicain  | Ron Packard                 |       | Républicain |
| Californie           | 49e district | Brian Bilbray               |       | Républicain  | Brian Bilbray               |       | Républicain |
| Californie           | 50e district | Bob Filner                  |       | Démocrate    | Bob Filner                  |       | Démocrate   |
| Californie           | 51e district | Duke Cunningham             |       | Républicain  | Duke Cunningham             |       | Républicain |
| Californie           | 52e district | Duncan Hunter               |       | Républicain  | Duncan Hunter               |       | Républicain |
| Caroline du Nord     | 1er district | Eva M. Clayton              |       | Démocrate    | Eva M. Clayton              |       | Démocrate   |
| Caroline du Nord     | 2e district  | Bob Etheridge               |       | Démocrate    | Bob Etheridge               |       | Démocrate   |
| Caroline du Nord     | 3e district  | Walter Jones                |       | Républicain  | Walter Jones                |       | Républicain |
| Caroline du Nord     | 4e district  | David Price                 |       | Démocrate    | David Price                 |       | Démocrate   |
| Caroline du Nord     | 5e district  | Richard Burr                |       | Républicain  | Richard Burr                |       | Républicain |
| Caroline du Nord     | 6e district  | Howard Coble                |       | Républicain  | Howard Coble                |       | Républicain |
| Caroline du Nord     | 7e district  | Mike McIntyre               |       | Démocrate    | Mike McIntyre               |       | Démocrate   |
| Caroline du Nord     | 8e district  | Bill Hefner *               |       | Démocrate*   | Robin Hayes                 |       | Républicain |
| Caroline du Nord     | 9e district  | Sue Myrick                  |       | Républicain  | Sue Myrick                  |       | Républicain |
| Caroline du Nord     | 10e district | Cass Ballenger              |       | Républicain  | Cass Ballenger              |       | Républicain |
| Caroline du Nord     | 11e district | Charles H. Taylor (en)      |       | Républicain  | Charles H. Taylor (en)      |       | Républicain |
| Caroline du Nord     | 12e district | Mel Watt                    |       | Démocrate    | Mel Watt                    |       | Démocrate   |
| Caroline du Sud      | 1er district | Mark Sanford                |       | Républicain  | Mark Sanford                |       | Républicain |
| Caroline du Sud      | 2e district  | Floyd Spence                |       | Républicain  | Floyd Spence                |       | Républicain |
| Caroline du Sud      | 3e district  | Lindsey Graham              |       | Républicain  | Lindsey Graham              |       | Républicain |
| Caroline du Sud      | 4e district  | Bob Inglis *                |       | Républicain* | Jim DeMint                  |       | Républicain |
| Caroline du Sud      | 5e district  | John Spratt                 |       | Démocrate    | John Spratt                 |       | Démocrate   |
| Caroline du Sud      | 6e district  | Jim Clyburn                 |       | Démocrate    | Jim Clyburn                 |       | Démocrate   |
| Colorado             | 1er district | Patricia Schroeder *        |       | Démocrate*   | Diana DeGette               |       | Démocrate   |
| Colorado             | 2e district  | David Skaggs *              |       | Démocrate*   | Mark Udall                  |       | Démocrate   |
| Colorado             | 3e district  | Scott McInnis               |       | Républicain  | Scott McInnis               |       | Républicain |
| Colorado             | 4e district  | Bob Schaffer                |       | Républicain  | Bob Schaffer                |       | Républicain |
| Colorado             | 5e district  | Joel Hefley                 |       | Républicain  | Joel Hefley                 |       | Républicain |
| Colorado             | 6e district  | Daniel Schaefer *           |       | Républicain* | Tom Tancredo                |       | Républicain |
| Connecticut          | 1er district | Barbara B. Kennelly *       |       | Démocrate*   | John Larson                 |       | Démocrate   |
| Connecticut          | 2e district  | Sam Gejdenson               |       | Démocrate    | Sam Gejdenson               |       | Démocrate   |
| Connecticut          | 3e district  | Rosa DeLauro                |       | Démocrate    | Rosa DeLauro                |       | Démocrate   |
| Connecticut          | 4e district  | Chris Shays                 |       | Républicain  | Chris Shays                 |       | Républicain |
| Connecticut          | 5e district  | Jim Maloney                 |       | Démocrate    | Jim Maloney                 |       | Démocrate   |
| Connecticut          | 6e district  | Nancy Johnson               |       | Républicain  | Nancy Johnson               |       | Républicain |
| Dakota du Nord       | District     | Earl Pomeroy                |       | Démocrate    | Earl Pomeroy                |       | Démocrate   |
| Dakota du Sud        | District     | John Thune                  |       | Républicain  | John Thune                  |       | Républicain |
| Delaware             | District     | Michael Castle              |       | Républicain  | Michael Castle              |       | Républicain |
| Floride              | 1er district | Joe Scarborough             |       | Républicain  | Joe Scarborough             |       | Républicain |
| Floride              | 2e district  | Allen Boyd                  |       | Démocrate    | Allen Boyd                  |       | Démocrate   |
| Floride              | 3e district  | Corrine Brown               |       | Démocrate    | Corrine Brown               |       | Démocrate   |
| Floride              | 4e district  | Tillie K. Fowler            |       | Républicain  | Tillie K. Fowler            |       | Républicain |
| Floride              | 5e district  | Karen Thurman               |       | Démocrate    | Karen Thurman               |       | Démocrate   |
| Floride              | 6e district  | Cliff Stearns               |       | Républicain  | Cliff Stearns               |       | Républicain |
| Floride              | 7e district  | John Mica                   |       | Républicain  | John Mica                   |       | Républicain |
| Floride              | 8e district  | Bill McCollum               |       | Républicain  | Bill McCollum               |       | Républicain |
| Floride              | 9e district  | Michael Bilirakis           |       | Républicain  | Michael Bilirakis           |       | Républicain |
| Floride              | 10e district | Bill Young                  |       | Républicain  | Bill Young                  |       | Républicain |
| Floride              | 11e district | Jim Davis                   |       | Démocrate    | Jim Davis                   |       | Démocrate   |
| Floride              | 12e district | Charles T. Canady           |       | Républicain  | Charles T. Canady           |       | Républicain |
| Floride              | 13e district | Dan Miller                  |       | Républicain  | Dan Miller                  |       | Républicain |
| Floride              | 14e district | Porter J. Goss              |       | Républicain  | Porter J. Goss              |       | Républicain |
| Floride              | 15e district | Dave Weldon                 |       | Républicain  | Dave Weldon                 |       | Républicain |
| Floride              | 16e district | Mark Foley                  |       | Républicain  | Mark Foley                  |       | Républicain |
| Floride              | 17e district | Carrie P. Meek              |       | Démocrate    | Carrie P. Meek              |       | Démocrate   |
| Floride              | 18e district | Ileana Ros-Lehtinen         |       | Républicain  | Ileana Ros-Lehtinen         |       | Républicain |
| Floride              | 19e district | Robert Wexler               |       | Démocrate    | Robert Wexler               |       | Démocrate   |
| Floride              | 20e district | Peter Deutch                |       | Démocrate    | Peter Deutch                |       | Démocrate   |
| Floride              | 21e district | Lincoln Diaz-Balart         |       | Républicain  | Lincoln Diaz-Balart         |       | Républicain |
| Floride              | 22e district | E. Clay Shaw Jr.            |       | Républicain  | E. Clay Shaw Jr.            |       | Républicain |
| Floride              | 23e district | Alcee Hastings              |       | Démocrate    | Alcee Hastings              |       | Démocrate   |
| Géorgie              | 1er district | Jack Kingston               |       | Républicain  | Jack Kingston               |       | Républicain |
| Géorgie              | 2e district  | Sanford Bishop              |       | Démocrate    | Sanford Bishop              |       | Démocrate   |
| Géorgie              | 3e district  | Mac Collins                 |       | Républicain  | Mac Collins                 |       | Républicain |
| Géorgie              | 4e district  | Cynthia McKinney            |       | Démocrate    | Cynthia McKinney            |       | Démocrate   |
| Géorgie              | 5e district  | John Lewis                  |       | Démocrate    | John Lewis                  |       | Démocrate   |
| Géorgie              | 6e district  | Newt Gingrich               |       | Républicain  | Newt Gingrich               |       | Républicain |
| Géorgie              | 7e district  | Bob Barr                    |       | Républicain  | Bob Barr                    |       | Républicain |
| Géorgie              | 8e district  | Saxby Chambliss             |       | Républicain  | Saxby Chambliss             |       | Républicain |
| Géorgie              | 9e district  | Nathan Deal                 |       | Démocrate    | Nathan Deal                 |       | Démocrate   |
| Géorgie              | 10e district | Charlie Norwood             |       | Républicain  | Charlie Norwood             |       | Républicain |
| Géorgie              | 11e district | John Linder                 |       | Républicain  | John Linder                 |       | Républicain |
| Hawaï                | 1er district | Neil Abercrombie            |       | Démocrate    | Neil Abercrombie            |       | Démocrate   |
| Hawaï                | 2e district  | Patsy Mink                  |       | Démocrate    | Patsy Mink                  |       | Démocrate   |
| Idaho                | 1er district | Helen Chenoweth             |       | Républicain  | Helen Chenoweth             |       | Républicain |
| Idaho                | 2e district  | Mike Crapo *                |       | Républicain* | Mike Simpson                |       | Républicain |
| Illinois             | 1er district | Bobby Rush                  |       | Démocrate    | Bobby Rush                  |       | Démocrate   |
| Illinois             | 2e district  | Jesse Jackson, Jr.          |       | Démocrate    | Jesse Jackson, Jr.          |       | Démocrate   |
| Illinois             | 3e district  | Bill Lipinski               |       | Démocrate    | Bill Lipinski               |       | Démocrate   |
| Illinois             | 4e district  | Luis Gutiérrez              |       | Démocrate    | Luis Gutiérrez              |       | Démocrate   |
| Illinois             | 5e district  | Rod Blagojevich             |       | Démocrate    | Rod Blagojevich             |       | Démocrate   |
| Illinois             | 6e district  | Henry Hyde                  |       | Républicain  | Henry Hyde                  |       | Républicain |
| Illinois             | 7e district  | Danny K. Davis              |       | Démocrate    | Danny K. Davis              |       | Démocrate   |
| Illinois             | 8e district  | Phil Crane                  |       | Républicain  | Phil Crane                  |       | Républicain |
| Illinois             | 9e district  | Sidney R. Yates *           |       | Démocrate*   | Jan Schakowsky              |       | Démocrate   |
| Illinois             | 10e district | John Porter                 |       | Républicain  | John Porter                 |       | Républicain |
| Illinois             | 11e district | Jerry Weller                |       | Républicain  | Jerry Weller                |       | Républicain |
| Illinois             | 12e district | Jerry Costello              |       | Démocrate    | Jerry Costello              |       | Démocrate   |
| Illinois             | 13e district | Harris W. Fawell *          |       | Républicain* | Judy Biggert                |       | Républicain |
| Illinois             | 14e district | Dennis Hastert              |       | Républicain  | Dennis Hastert              |       | Républicain |
| Illinois             | 15e district | Thomas W. Ewing             |       | Républicain  | Thomas W. Ewing             |       | Républicain |
| Illinois             | 16e district | Donald A. Manzullo          |       | Républicain  | Donald A. Manzullo          |       | Républicain |
| Illinois             | 17e district | Lane Evans                  |       | Démocrate    | Lane Evans                  |       | Démocrate   |
| Illinois             | 18e district | Ray LaHood                  |       | Républicain  | Ray LaHood                  |       | Républicain |
| Illinois             | 19e district | Glenn Poshard *             |       | Démocrate*   | David Phelps                |       | Démocrate   |
| Illinois             | 20e district | John Shimkus                |       | Républicain  | John Shimkus                |       | Républicain |
| Indiana              | 1er district | Pete Visclosky              |       | Démocrate    | Pete Visclosky              |       | Démocrate   |
| Indiana              | 2e district  | David M. McIntosh           |       | Républicain  | David M. McIntosh           |       | Républicain |
| Indiana              | 3e district  | Tim Roemer                  |       | Démocrate    | Tim Roemer                  |       | Démocrate   |
| Indiana              | 4e district  | Mark Souder                 |       | Républicain  | Mark Souder                 |       | Républicain |
| Indiana              | 5e district  | Steve Buyer                 |       | Républicain  | Steve Buyer                 |       | Républicain |
| Indiana              | 6e district  | Dan Burton                  |       | Républicain  | Dan Burton                  |       | Républicain |
| Indiana              | 7e district  | Edward Pease                |       | Républicain  | Edward Pease                |       | Républicain |
| Indiana              | 8e district  | John Hostettler             |       | Républicain  | John Hostettler             |       | Républicain |
| Indiana              | 9e district  | Lee H. Hamilton *           |       | Démocrate*   | Baron Hill                  |       | Démocrate   |
| Indiana              | 10e district | Julia Carson                |       | Démocrate    | Julia Carson                |       | Démocrate   |
| Iowa                 | 1er district | Jim Leach                   |       | Républicain  | Jim Leach                   |       | Républicain |
| Iowa                 | 2e district  | Jim Nussle                  |       | Républicain  | Jim Nussle                  |       | Républicain |
| Iowa                 | 3e district  | Leonard Boswell             |       | Démocrate    | Leonard Boswell             |       | Démocrate   |
| Iowa                 | 4e district  | Greg Ganske                 |       | Républicain  | Greg Ganske                 |       | Républicain |
| Iowa                 | 5e district  | Tom Latham                  |       | Républicain  | Tom Latham                  |       | Républicain |
| Kansas               | 1er district | Jerry Moran                 |       | Républicain  | Jerry Moran                 |       | Républicain |
| Kansas               | 2e district  | Jim Ryun                    |       | Républicain  | Jim Ryun                    |       | Républicain |
| Kansas               | 3e district  | Vince Snowbarger            |       | Républicain  | Dennis Moore                |       | Démocrate   |
| Kansas               | 4e district  | Todd Tiahrt                 |       | Républicain  | Todd Tiahrt                 |       | Républicain |
| Kentucky             | 1er district | Ed Whitfield                |       | Républicain  | Ed Whitfield                |       | Républicain |
| Kentucky             | 2e district  | Ron Lewis                   |       | Républicain  | Ron Lewis                   |       | Républicain |
| Kentucky             | 3e district  | Anne Northup                |       | Républicain  | Anne Northup                |       | Républicain |
| Kentucky             | 4e district  | Jim Bunning *               |       | Républicain* | Ken Lucas                   |       | Démocrate   |
| Kentucky             | 5e district  | Hal Rogers                  |       | Républicain  | Hal Rogers                  |       | Républicain |
| Kentucky             | 6e district  | Scotty Baesler *            |       | Démocrate*   | Ernie Fletcher              |       | Républicain |
| Louisiane            | 1er district | Bob Livingston              |       | Républicain  | Bob Livingston              |       | Républicain |
| Louisiane            | 2e district  | William J. Jefferson        |       | Démocrate    | William J. Jefferson        |       | Démocrate   |
| Louisiane            | 3e district  | Billy Tauzin                |       | Démocrate    | Billy Tauzin                |       | Démocrate   |
| Louisiane            | 4e district  | Jim McCrery                 |       | Républicain  | Jim McCrery                 |       | Républicain |
| Louisiane            | 5e district  | John Cooksey                |       | Républicain  | John Cooksey                |       | Républicain |
| Louisiane            | 6e district  | Richard Baker               |       | Républicain  | Richard Baker               |       | Républicain |
| Louisiane            | 7e district  | Jimmy Hayes                 |       | Démocrate    | Jimmy Hayes                 |       | Démocrate   |
| Maine                | 1er district | Tom Allen                   |       | Démocrate    | Tom Allen                   |       | Démocrate   |
| Maine                | 2e district  | John Baldacci               |       | Démocrate    | John Baldacci               |       | Démocrate   |
| Maryland             | 1er district | Wayne Gilchrest             |       | Républicain  | Wayne Gilchrest             |       | Républicain |
| Maryland             | 2e district  | Robert Ehrlich              |       | Républicain  | Robert Ehrlich              |       | Républicain |
| Maryland             | 3e district  | Ben Cardin                  |       | Démocrate    | Ben Cardin                  |       | Démocrate   |
| Maryland             | 4e district  | Albert Wynn                 |       | Démocrate    | Albert Wynn                 |       | Démocrate   |
| Maryland             | 5e district  | Steny Hoyer                 |       | Démocrate    | Steny Hoyer                 |       | Démocrate   |
| Maryland             | 6e district  | Roscoe Bartlett             |       | Républicain  | Roscoe Bartlett             |       | Républicain |
| Maryland             | 7e district  | Elijah Cummings             |       | Démocrate    | Elijah Cummings             |       | Démocrate   |
| Maryland             | 8e district  | Connie Morella              |       | Républicain  | Connie Morella              |       | Républicain |
| Massachusetts        | 1er district | John Olver                  |       | Démocrate    | John Olver                  |       | Démocrate   |
| Massachusetts        | 2e district  | Richard Neal                |       | Démocrate    | Richard Neal                |       | Démocrate   |
| Massachusetts        | 3e district  | Jim McGovern                |       | Démocrate    | Jim McGovern                |       | Démocrate   |
| Massachusetts        | 4e district  | Barney Frank                |       | Démocrate    | Barney Frank                |       | Démocrate   |
| Massachusetts        | 5e district  | Marty Meehan                |       | Démocrate    | Marty Meehan                |       | Démocrate   |
| Massachusetts        | 6e district  | John F. Tierney             |       | Démocrate    | John F. Tierney             |       | Démocrate   |
| Massachusetts        | 7e district  | Ed Markey                   |       | Démocrate    | Ed Markey                   |       | Démocrate   |
| Massachusetts        | 8e district  | Joe Kennedy *               |       | Démocrate*   | Mike Capuano                |       | Démocrate   |
| Massachusetts        | 9e district  | Joe Moakley                 |       | Démocrate    | Joe Moakley                 |       | Démocrate   |
| Massachusetts        | 10e district | Bill Delahunt               |       | Démocrate    | Bill Delahunt               |       | Démocrate   |
| Michigan             | 1er district | Bart Stupak                 |       | Démocrate    | Bart Stupak                 |       | Démocrate   |
| Michigan             | 2e district  | Pete Hoekstra               |       | Républicain  | Pete Hoekstra               |       | Républicain |
| Michigan             | 3e district  | Vern Ehlers                 |       | Républicain  | Vern Ehlers                 |       | Républicain |
| Michigan             | 4e district  | Dave Camp                   |       | Républicain  | Dave Camp                   |       | Républicain |
| Michigan             | 5e district  | James A. Barcia             |       | Démocrate    | James A. Barcia             |       | Démocrate   |
| Michigan             | 6e district  | Fred Upton                  |       | Républicain  | Fred Upton                  |       | Républicain |
| Michigan             | 7e district  | Nick Smith                  |       | Républicain  | Nick Smith                  |       | Républicain |
| Michigan             | 8e district  | Debbie Stabenow             |       | Démocrate    | Debbie Stabenow             |       | Démocrate   |
| Michigan             | 9e district  | Dale Kildee                 |       | Démocrate    | Dale Kildee                 |       | Démocrate   |
| Michigan             | 10e district | David Bonior                |       | Démocrate    | David Bonior                |       | Démocrate   |
| Michigan             | 11e district | Joe Knollenberg             |       | Républicain  | Joe Knollenberg             |       | Républicain |
| Michigan             | 12e district | Sander Levin                |       | Démocrate    | Sander Levin                |       | Démocrate   |
| Michigan             | 13e district | Lynn N. Rivers              |       | Démocrate    | Lynn N. Rivers              |       | Démocrate   |
| Michigan             | 14e district | John Conyers                |       | Démocrate    | John Conyers                |       | Démocrate   |
| Michigan             | 15e district | Carolyn Kilpatrick          |       | Démocrate    | Carolyn Kilpatrick          |       | Démocrate   |
| Michigan             | 16e district | John Dingell                |       | Démocrate    | John Dingell                |       | Démocrate   |
| Minnesota            | 1er district | Gil Gutknecht               |       | Républicain  | Gil Gutknecht               |       | Républicain |
| Minnesota            | 2e district  | David Minge                 |       | Démocrate    | David Minge                 |       | Démocrate   |
| Minnesota            | 3e district  | Jim Ramstad                 |       | Républicain  | Jim Ramstad                 |       | Républicain |
| Minnesota            | 4e district  | Bruce Vento                 |       | Démocrate    | Bruce Vento                 |       | Démocrate   |
| Minnesota            | 5e district  | Martin Olav Sabo            |       | Démocrate    | Martin Olav Sabo            |       | Démocrate   |
| Minnesota            | 6e district  | Bill Luther                 |       | Démocrate    | Bill Luther                 |       | Démocrate   |
| Minnesota            | 7e district  | Collin Peterson             |       | Démocrate    | Collin Peterson             |       | Démocrate   |
| Minnesota            | 8e district  | Jim Oberstar                |       | Démocrate    | Jim Oberstar                |       | Démocrate   |
| Mississippi          | 1er district | Roger Wicker                |       | Républicain  | Roger Wicker                |       | Républicain |
| Mississippi          | 2e district  | Bennie Thompson             |       | Démocrate    | Bennie Thompson             |       | Démocrate   |
| Mississippi          | 3e district  | Chip Pickering              |       | Républicain  | Chip Pickering              |       | Républicain |
| Mississippi          | 4e district  | Michael Parker *            |       | Républicain* | Ronnie Shows                |       | Démocrate   |
| Mississippi          | 5e district  | Gene Taylor                 |       | Démocrate    | Gene Taylor                 |       | Démocrate   |
| Missouri             | 1er district | Bill Clay                   |       | Démocrate    | Bill Clay                   |       | Démocrate   |
| Missouri             | 2e district  | Jim Talent                  |       | Républicain  | Jim Talent                  |       | Républicain |
| Missouri             | 3e district  | Dick Gephardt               |       | Démocrate    | Dick Gephardt               |       | Démocrate   |
| Missouri             | 4e district  | Ike Skelton                 |       | Démocrate    | Ike Skelton                 |       | Démocrate   |
| Missouri             | 5e district  | Karen McCarthy              |       | Démocrate    | Karen McCarthy              |       | Démocrate   |
| Missouri             | 6e district  | Pat Danner                  |       | Démocrate    | Pat Danner                  |       | Démocrate   |
| Missouri             | 7e district  | Roy Blunt                   |       | Républicain  | Roy Blunt                   |       | Républicain |
| Missouri             | 8e district  | Jo Ann Emerson              |       | Républicain  | Jo Ann Emerson              |       | Républicain |
| Missouri             | 9e district  | Kenny Hulshof               |       | Républicain  | Kenny Hulshof               |       | Républicain |
| Montana              | District     | Rick Hill                   |       | Républicain  | Rick Hill                   |       | Républicain |
| Nebraska             | 1er district | Doug Bereuter               |       | Républicain  | Doug Bereuter               |       | Républicain |
| Nebraska             | 2e district  | Jon Lynn Christensen *      |       | Républicain* | Lee Terry                   |       | Républicain |
| Nebraska             | 3e district  | Bill Barrett                |       | Républicain  | Bill Barrett                |       | Républicain |
| Nevada               | 1er district | John Ensign *               |       | Républicain* | Shelley Berkley             |       | Démocrate   |
| Nevada               | 2e district  | Jim Gibbons                 |       | Républicain  | Jim Gibbons                 |       | Républicain |
| New Hampshire        | 1er district | John E. Sununu              |       | Républicain  | John E. Sununu              |       | Républicain |
| New Hampshire        | 2e district  | Charlie Bass                |       | Républicain  | Charlie Bass                |       | Républicain |
| New Jersey           | 1er district | Rob Andrews                 |       | Démocrate    | Rob Andrews                 |       | Démocrate   |
| New Jersey           | 2e district  | Frank LoBiondo              |       | Républicain  | Frank LoBiondo              |       | Républicain |
| New Jersey           | 3e district  | Jim Saxton                  |       | Républicain  | Jim Saxton                  |       | Républicain |
| New Jersey           | 4e district  | Chris Smith                 |       | Républicain  | Chris Smith                 |       | Républicain |
| New Jersey           | 5e district  | Marge Roukema               |       | Républicain  | Marge Roukema               |       | Républicain |
| New Jersey           | 6e district  | Frank Pallone               |       | Démocrate    | Frank Pallone               |       | Démocrate   |
| New Jersey           | 7e district  | Bob Franks                  |       | Républicain  | Bob Franks                  |       | Républicain |
| New Jersey           | 8e district  | Bill Pascrell               |       | Démocrate    | Bill Pascrell               |       | Démocrate   |
| New Jersey           | 9e district  | Steve Rothman               |       | Démocrate    | Steve Rothman               |       | Démocrate   |
| New Jersey           | 10e district | Donald M. Payne             |       | Démocrate    | Donald M. Payne             |       | Démocrate   |
| New Jersey           | 11e district | Rodney Frelinghuysen        |       | Républicain  | Rodney Frelinghuysen        |       | Républicain |
| New Jersey           | 12e district | Mike Pappas                 |       | Républicain  | Rush D. Holt, Jr.           |       | Démocrate   |
| New Jersey           | 13e district | Bob Menendez                |       | Démocrate    | Bob Menendez                |       | Démocrate   |
| New York             | 1er district | Michael Forbes              |       | Républicain  | Michael Forbes              |       | Républicain |
| New York             | 2e district  | Rick Lazio                  |       | Républicain  | Rick Lazio                  |       | Républicain |
| New York             | 3e district  | Peter T. King               |       | Républicain  | Peter T. King               |       | Républicain |
| New York             | 4e district  | Carolyn McCarthy            |       | Démocrate    | Carolyn McCarthy            |       | Démocrate   |
| New York             | 5e district  | Gary Ackerman               |       | Démocrate    | Gary Ackerman               |       | Démocrate   |
| New York             | 6e district  | Gregory Meeks               |       | Démocrate    | Gregory Meeks               |       | Démocrate   |
| New York             | 7e district  | Thomas J. Manton *          |       | Démocrate*   | Joseph Crowley              |       | Démocrate   |
| New York             | 8e district  | Jerrold Nadler              |       | Démocrate    | Jerrold Nadler              |       | Démocrate   |
| New York             | 9e district  | Chuck Schumer *             |       | Démocrate*   | Anthony Weiner              |       | Démocrate   |
| New York             | 10e district | Ed Towns                    |       | Démocrate    | Ed Towns                    |       | Démocrate   |
| New York             | 11e district | Major Owens                 |       | Démocrate    | Major Owens                 |       | Démocrate   |
| New York             | 12e district | Nydia Velázquez             |       | Démocrate    | Nydia Velázquez             |       | Démocrate   |
| New York             | 13e district | Vito Fossella               |       | Républicain  | Vito Fossella               |       | Républicain |
| New York             | 14e district | Carolyn Maloney             |       | Démocrate    | Carolyn Maloney             |       | Démocrate   |
| New York             | 15e district | Charles Rangel              |       | Démocrate    | Charles Rangel              |       | Démocrate   |
| New York             | 16e district | José Serrano                |       | Démocrate    | José Serrano                |       | Démocrate   |
| New York             | 17e district | Eliot Engel                 |       | Démocrate    | Eliot Engel                 |       | Démocrate   |
| New York             | 18e district | Nita Lowey                  |       | Démocrate    | Nita Lowey                  |       | Démocrate   |
| New York             | 19e district | Sue W. Kelly                |       | Républicain  | Sue W. Kelly                |       | Républicain |
| New York             | 20e district | Benjamin A. Gilman          |       | Républicain  | Benjamin A. Gilman          |       | Républicain |
| New York             | 21e district | Michael R. McNulty          |       | Démocrate    | Michael R. McNulty          |       | Démocrate   |
| New York             | 22e district | Gerald B. H. Solomon *      |       | Républicain* | John Sweeney                |       | Républicain |
| New York             | 23e district | Sherwood Boehlert           |       | Républicain  | Sherwood Boehlert           |       | Républicain |
| New York             | 24e district | John M. McHugh              |       | Républicain  | John M. McHugh              |       | Républicain |
| New York             | 25e district | James T. Walsh              |       | Républicain  | James T. Walsh              |       | Républicain |
| New York             | 26e district | Maurice Hinchey             |       | Démocrate    | Maurice Hinchey             |       | Démocrate   |
| New York             | 27e district | Bill Paxon *                |       | Républicain* | Tom Reynolds                |       | Républicain |
| New York             | 28e district | Louise Slaughter            |       | Démocrate    | Louise Slaughter            |       | Démocrate   |
| New York             | 29e district | John J. LaFalce             |       | Démocrate    | John J. LaFalce             |       | Démocrate   |
| New York             | 30e district | Jack Quinn                  |       | Républicain  | Jack Quinn                  |       | Républicain |
| New York             | 31e district | Amo Houghton                |       | Républicain  | Amo Houghton                |       | Républicain |
| Nouveau-Mexique      | 1er district | Heather Wilson              |       | Républicain  | Heather Wilson              |       | Républicain |
| Nouveau-Mexique      | 2e district  | Joe Skeen                   |       | Républicain  | Joe Skeen                   |       | Républicain |
| Nouveau-Mexique      | 3e district  | Bill Redmond                |       | Républicain  | Tom Udall                   |       | Démocrate   |
| Ohio                 | 1er district | Steve Chabot                |       | Républicain  | Steve Chabot                |       | Républicain |
| Ohio                 | 2e district  | Rob Portman                 |       | Républicain  | Rob Portman                 |       | Républicain |
| Ohio                 | 3e district  | Tony P. Hall                |       | Démocrate    | Tony P. Hall                |       | Démocrate   |
| Ohio                 | 4e district  | Mike Oxley                  |       | Républicain  | Mike Oxley                  |       | Républicain |
| Ohio                 | 5e district  | Paul Gillmor                |       | Républicain  | Paul Gillmor                |       | Républicain |
| Ohio                 | 6e district  | Ted Strickland              |       | Démocrate    | Ted Strickland              |       | Démocrate   |
| Ohio                 | 7e district  | Dave Hobson                 |       | Républicain  | Dave Hobson                 |       | Républicain |
| Ohio                 | 8e district  | John Boehner                |       | Républicain  | John Boehner                |       | Républicain |
| Ohio                 | 9e district  | Marcy Kaptur                |       | Démocrate    | Marcy Kaptur                |       | Démocrate   |
| Ohio                 | 10e district | Dennis Kucinich             |       | Démocrate    | Dennis Kucinich             |       | Démocrate   |
| Ohio                 | 11e district | Louis Stokes *              |       | Démocrate*   | Stephanie Tubbs Jones       |       | Démocrate   |
| Ohio                 | 12e district | John Kasich                 |       | Républicain  | John Kasich                 |       | Républicain |
| Ohio                 | 13e district | Sherrod Brown               |       | Démocrate    | Sherrod Brown               |       | Démocrate   |
| Ohio                 | 14e district | Thomas C. Sawyer            |       | Démocrate    | Thomas C. Sawyer            |       | Démocrate   |
| Ohio                 | 15e district | Deborah Pryce               |       | Républicain  | Deborah Pryce               |       | Républicain |
| Ohio                 | 16e district | Ralph Regula                |       | Républicain  | Ralph Regula                |       | Républicain |
| Ohio                 | 17e district | James Traficant             |       | Démocrate    | James Traficant             |       | Démocrate   |
| Ohio                 | 18e district | Bob Ney                     |       | Républicain  | Bob Ney                     |       | Républicain |
| Ohio                 | 19e district | Steve LaTourette            |       | Républicain  | Steve LaTourette            |       | Républicain |
| Oklahoma             | 1er district | Steve Largent               |       | Républicain  | Steve Largent               |       | Républicain |
| Oklahoma             | 2e district  | Tom Coburn                  |       | Républicain  | Tom Coburn                  |       | Républicain |
| Oklahoma             | 3e district  | Wes Watkins                 |       | Républicain  | Wes Watkins                 |       | Républicain |
| Oklahoma             | 4e district  | J. C. Watts                 |       | Républicain  | J. C. Watts                 |       | Républicain |
| Oklahoma             | 5e district  | Ernest Istook               |       | Républicain  | Ernest Istook               |       | Républicain |
| Oklahoma             | 6e district  | Frank Lucas                 |       | Républicain  | Frank Lucas                 |       | Républicain |
| Oregon               | 1er district | Elizabeth Furse *           |       | Démocrate*   | David Wu                    |       | Démocrate   |
| Oregon               | 2e district  | Bob Smith *                 |       | Républicain* | Greg Walden                 |       | Républicain |
| Oregon               | 3e district  | Earl Blumenauer             |       | Démocrate    | Earl Blumenauer             |       | Démocrate   |
| Oregon               | 4e district  | Peter DeFazio               |       | Démocrate    | Peter DeFazio               |       | Démocrate   |
| Oregon               | 5e district  | Darlene Hooley              |       | Démocrate    | Darlene Hooley              |       | Démocrate   |
| Pennsylvanie         | 1er district | Bob Brady                   |       | Démocrate    | Bob Brady                   |       | Démocrate   |
| Pennsylvanie         | 2e district  | Chaka Fattah                |       | Démocrate    | Chaka Fattah                |       | Démocrate   |
| Pennsylvanie         | 3e district  | Robert A. Borski, Jr.       |       | Démocrate    | Robert A. Borski, Jr.       |       | Démocrate   |
| Pennsylvanie         | 4e district  | Ron Klink                   |       | Démocrate    | Ron Klink                   |       | Démocrate   |
| Pennsylvanie         | 5e district  | John E. Peterson            |       | Républicain  | John E. Peterson            |       | Républicain |
| Pennsylvanie         | 6e district  | Tim Holden                  |       | Démocrate    | Tim Holden                  |       | Démocrate   |
| Pennsylvanie         | 7e district  | Curt Weldon                 |       | Républicain  | Curt Weldon                 |       | Républicain |
| Pennsylvanie         | 8e district  | James C. Greenwood          |       | Républicain  | James C. Greenwood          |       | Républicain |
| Pennsylvanie         | 9e district  | Bud Shuster                 |       | Républicain  | Bud Shuster                 |       | Républicain |
| Pennsylvanie         | 10e district | Joseph M. McDade *          |       | Républicain* | Don Sherwood                |       | Républicain |
| Pennsylvanie         | 11e district | Paul E. Kanjorski           |       | Démocrate    | Paul E. Kanjorski           |       | Démocrate   |
| Pennsylvanie         | 12e district | John Murtha                 |       | Démocrate    | John Murtha                 |       | Démocrate   |
| Pennsylvanie         | 13e district | Jon D. Fox                  |       | Républicain  | Joe Hoeffel                 |       | Démocrate   |
| Pennsylvanie         | 14e district | William J. Coyne            |       | Démocrate    | William J. Coyne            |       | Démocrate   |
| Pennsylvanie         | 15e district | Paul F. McHale Jr. *        |       | Démocrate*   | Pat Toomey                  |       | Républicain |
| Pennsylvanie         | 16e district | Joe Pitts                   |       | Républicain  | Joe Pitts                   |       | Républicain |
| Pennsylvanie         | 17e district | George Gekas                |       | Républicain  | George Gekas                |       | Républicain |
| Pennsylvanie         | 18e district | Mike Doyle                  |       | Démocrate    | Mike Doyle                  |       | Démocrate   |
| Pennsylvanie         | 19e district | William F. Goodling         |       | Républicain  | William F. Goodling         |       | Républicain |
| Pennsylvanie         | 20e district | Frank Mascara               |       | Démocrate    | Frank Mascara               |       | Démocrate   |
| Pennsylvanie         | 21e district | Phil English                |       | Républicain  | Phil English                |       | Républicain |
| Rhode Island         | 1er district | Patrick J. Kennedy          |       | Démocrate    | Patrick J. Kennedy          |       | Démocrate   |
| Rhode Island         | 2e district  | Robert Weygand              |       | Démocrate    | Robert Weygand              |       | Démocrate   |
| Tennessee            | 1er district | Bill Jenkins                |       | Républicain  | Bill Jenkins                |       | Républicain |
| Tennessee            | 2e district  | Jimmy Duncan                |       | Républicain  | Jimmy Duncan                |       | Républicain |
| Tennessee            | 3e district  | Zach Wamp                   |       | Républicain  | Zach Wamp                   |       | Républicain |
| Tennessee            | 4e district  | Van Hilleary                |       | Républicain  | Van Hilleary                |       | Républicain |
| Tennessee            | 5e district  | Bob Clement                 |       | Démocrate    | Bob Clement                 |       | Démocrate   |
| Tennessee            | 6e district  | Bart Gordon                 |       | Démocrate    | Bart Gordon                 |       | Démocrate   |
| Tennessee            | 7e district  | Ed Bryant                   |       | Républicain  | Ed Bryant                   |       | Républicain |
| Tennessee            | 8e district  | John S. Tanner              |       | Démocrate    | John S. Tanner              |       | Démocrate   |
| Tennessee            | 9e district  | Harold Ford Jr.             |       | Démocrate    | Harold Ford Jr.             |       | Démocrate   |
| Texas                | 1er district | Max Sandlin                 |       | Démocrate    | Max Sandlin                 |       | Démocrate   |
| Texas                | 2e district  | Jim Turner                  |       | Démocrate    | Jim Turner                  |       | Démocrate   |
| Texas                | 3e district  | Sam Johnson                 |       | Républicain  | Sam Johnson                 |       | Républicain |
| Texas                | 4e district  | Ralph Hall                  |       | Démocrate    | Ralph Hall                  |       | Démocrate   |
| Texas                | 5e district  | Pete Sessions               |       | Républicain  | Pete Sessions               |       | Républicain |
| Texas                | 6e district  | Joe Barton                  |       | Républicain  | Joe Barton                  |       | Républicain |
| Texas                | 7e district  | William Reynolds Archer Jr. |       | Républicain  | William Reynolds Archer Jr. |       | Républicain |
| Texas                | 8e district  | Kevin Brady                 |       | Républicain  | Kevin Brady                 |       | Républicain |
| Texas                | 9e district  | Nick Lampson                |       | Démocrate    | Nick Lampson                |       | Démocrate   |
| Texas                | 10e district | Lloyd Doggett               |       | Démocrate    | Lloyd Doggett               |       | Démocrate   |
| Texas                | 11e district | Chet Edwards                |       | Démocrate    | Chet Edwards                |       | Démocrate   |
| Texas                | 12e district | Kay Granger                 |       | Républicain  | Kay Granger                 |       | Républicain |
| Texas                | 13e district | Mac Thornberry              |       | Républicain  | Mac Thornberry              |       | Républicain |
| Texas                | 14e district | Ron Paul                    |       | Républicain  | Ron Paul                    |       | Républicain |
| Texas                | 15e district | Ruben Hinojosa              |       | Démocrate    | Ruben Hinojosa              |       | Démocrate   |
| Texas                | 16e district | Silvestre Reyes             |       | Démocrate    | Silvestre Reyes             |       | Démocrate   |
| Texas                | 17e district | Charles Stenholm            |       | Démocrate    | Charles Stenholm            |       | Démocrate   |
| Texas                | 18e district | Sheila Jackson Lee          |       | Démocrate    | Sheila Jackson Lee          |       | Démocrate   |
| Texas                | 19e district | Larry Combest               |       | Républicain  | Larry Combest               |       | Républicain |
| Texas                | 20e district | Henry B. Gonzalez *         |       | Démocrate*   | Charlie Gonzalez            |       | Démocrate   |
| Texas                | 21e district | Lamar Smith                 |       | Républicain  | Lamar Smith                 |       | Républicain |
| Texas                | 22e district | Tom DeLay                   |       | Républicain  | Tom DeLay                   |       | Républicain |
| Texas                | 23e district | Henry Bonilla               |       | Républicain  | Henry Bonilla               |       | Républicain |
| Texas                | 24e district | Martin Frost                |       | Démocrate    | Martin Frost                |       | Démocrate   |
| Texas                | 25e district | Ken Bentsen Jr.             |       | Démocrate    | Ken Bentsen Jr.             |       | Démocrate   |
| Texas                | 26e district | Dick Armey                  |       | Républicain  | Dick Armey                  |       | Républicain |
| Texas                | 27e district | Solomon P. Ortiz            |       | Démocrate    | Solomon P. Ortiz            |       | Démocrate   |
| Texas                | 28e district | Ciro Rodriguez              |       | Démocrate    | Ciro Rodriguez              |       | Démocrate   |
| Texas                | 29e district | Gene Green                  |       | Démocrate    | Gene Green                  |       | Démocrate   |
| Texas                | 30e district | Eddie Bernice Johnson       |       | Démocrate    | Eddie Bernice Johnson       |       | Démocrate   |
| Utah                 | 1er district | James V. Hansen             |       | Républicain  | James V. Hansen             |       | Républicain |
| Utah                 | 2e district  | Merrill Cook                |       | Républicain  | Merrill Cook                |       | Républicain |
| Utah                 | 3e district  | Chris Cannon                |       | Républicain  | Chris Cannon                |       | Républicain |
| Vermont              | District     | Bernie Sanders              |       | Indépendant  | Bernie Sanders              |       | Indépendant |
| Virginie             | 1er district | Herbert H. Bateman          |       | Républicain  | Herbert H. Bateman          |       | Républicain |
| Virginie             | 2e district  | Owen B. Pickett             |       | Démocrate    | Owen B. Pickett             |       | Démocrate   |
| Virginie             | 3e district  | Bobby Scott                 |       | Démocrate    | Bobby Scott                 |       | Démocrate   |
| Virginie             | 4e district  | Norman Sisisky              |       | Démocrate    | Norman Sisisky              |       | Démocrate   |
| Virginie             | 5e district  | Virgil Goode                |       | Démocrate    | Virgil Goode                |       | Démocrate   |
| Virginie             | 6e district  | Bob Goodlatte               |       | Républicain  | Bob Goodlatte               |       | Républicain |
| Virginie             | 7e district  | Thomas J. Bliley Jr.        |       | Républicain  | Thomas J. Bliley Jr.        |       | Républicain |
| Virginie             | 8e district  | Jim Moran                   |       | Démocrate    | Jim Moran                   |       | Démocrate   |
| Virginie             | 9e district  | Rick Boucher                |       | Démocrate    | Rick Boucher                |       | Démocrate   |
| Virginie             | 10e district | Frank Wolf                  |       | Républicain  | Frank Wolf                  |       | Républicain |
| Virginie             | 11e district | Tom Davis                   |       | Républicain  | Tom Davis                   |       | Républicain |
| Virginie-Occidentale | 1er district | Alan Mollohan               |       | Démocrate    | Alan Mollohan               |       | Démocrate   |
| Virginie-Occidentale | 2e district  | Bob Wise                    |       | Démocrate    | Bob Wise                    |       | Démocrate   |
| Virginie-Occidentale | 3e district  | Nick Rahall                 |       | Démocrate    | Nick Rahall                 |       | Démocrate   |
| Washington           | 1er district | Rick White                  |       | Républicain  | Jay Inslee                  |       | Démocrate   |
| Washington           | 2e district  | Jack Metcalf                |       | Républicain  | Jack Metcalf                |       | Républicain |
| Washington           | 3e district  | Linda Smith *               |       | Républicain* | Brian Baird                 |       | Démocrate   |
| Washington           | 4e district  | Doc Hastings                |       | Républicain  | Doc Hastings                |       | Républicain |
| Washington           | 5e district  | George Nethercutt           |       | Républicain  | George Nethercutt           |       | Républicain |
| Washington           | 6e district  | Norman D. Dicks             |       | Démocrate    | Norman D. Dicks             |       | Démocrate   |
| Washington           | 7e district  | Jim McDermott               |       | Démocrate    | Jim McDermott               |       | Démocrate   |
| Washington           | 8e district  | Jennifer Dunn               |       | Républicain  | Jennifer Dunn               |       | Républicain |
| Washington           | 9e district  | Adam Smith                  |       | Démocrate    | Adam Smith                  |       | Démocrate   |
| Wisconsin            | 1er district | Mark Neumann *              |       | Républicain* | Paul Ryan                   |       | Républicain |
| Wisconsin            | 2e district  | Scott L. Klug *             |       | Républicain* | Tammy Baldwin               |       | Démocrate   |
| Wisconsin            | 3e district  | Ron Kind                    |       | Démocrate    | Ron Kind                    |       | Démocrate   |
| Wisconsin            | 4e district  | Jerry Kleczka               |       | Démocrate    | Jerry Kleczka               |       | Démocrate   |
| Wisconsin            | 5e district  | Tom Barrett                 |       | Démocrate    | Tom Barrett                 |       | Démocrate   |
| Wisconsin            | 6e district  | Tom Petri                   |       | Républicain  | Tom Petri                   |       | Républicain |
| Wisconsin            | 7e district  | Dave Obey                   |       | Démocrate    | Dave Obey                   |       | Démocrate   |
| Wisconsin            | 8e district  | Jay W. Johnson              |       | Démocrate    | Mark Green                  |       | Républicain |
| Wisconsin            | 9e district  | Jim Sensenbrenner           |       | Républicain  | Jim Sensenbrenner           |       | Républicain |
| Wyoming              | District     | Barbara Cubin               |       | Républicain  | Barbara Cubin               |       | Républicain |